# Зарипов, Хакимьян Сарьярович
Зарипов Хакимьян Сарьярович (18 октября 1929 — 4 апреля 2012) — советский башкирский писатель, юрист, заслуженный работник культуры БАССР.

## Биография
Родился 18 октября 1929 года в деревне Каран-Кункас Белебеевского кантона Башкирской АССР.
Окончил семилетнюю школу. Работал счетоводом, затем бухгалтером в родном колхозе. Окончил Уфимский кооперативный техникум.
В 1956 году окончил юридический факультет Казанского университета. В 1955 году был избран народным судьей Орджоникидзевского района города Уфы.
В 1960-1965 годах работал собственным корреспондентом газеты «Совет Башкортостаны».
Окончил Высшие литературные курсы при Литературном институте имени М.Горького.
С 1974 года работал литературным консультантом в Союзе писателей Башкирской АССР, в 1977-1987 годы ‑ адвокатом Ленинской районной юридической консультации Уфы.
Скончался 4 апреля 2012 года.

## Творчество
Первая книга "Любовь Фанисы» вышла в 1961 году. Творчество Зарипова отличает актуальность тематики произведений, динамичность сюжетов, глубокий психологизм. В повестях и рассказах, вошедших в книгу «По следам судеб», «Влюблённых не осуждают», «Вечное раскаяние» созданы образы людей с драматическими судьбами. Документальная повесть «Путешествие в страну мечты» посвящена землякам писателя.

### Изданные книги
- повесть «Любовь Фанисы», 1961
- «Последний приговор», 1970.
- «По следам судеб», 1974
- «Приговор», «Влюбленных не судят», 1983
- драма "Угрызения совести"
- драма "Девушка городская - любовь моя"
- пьеса «Допрос»,1989 г.
- пьеса «Эх, невеста, невестушка!..», 1992
- «Вечное раскаяние», «Обвиняется в убийстве», 1992
- док. повесть «Путешествие в страну мечты», 1999
- «Ложь или истина», 2001
- пьеса «Аферисты», 2001
- "А разве не моя вина?", 2004

## Звания, награды и премии
Лауреат премии им. Акмуллы (1999 год) за книгу «Путешествие в страну Мечты», посвященную родной деревне. Его книга «Приговор» (М.; Современник) удостоена совместной премии Союза писателей и Министерства внутренних дел СССР.
- Заслуженный работник культуры Башкирской АССР (1990)
- Член Союз писателей Республики Башкортостан с 1971 года, Член Союза писателей России